# Sao chổi lớn năm 1819
Sao chổi lớn năm 1819, chính thức được mã hóa là C/1819 N1, còn được gọi là sao chổi Tralles, là một sao chổi sáng rực dễ nhìn thấy, có độ sáng biểu kiến từ 1–2, được Johann Georg Tralles phát hiện ngày 1 tháng 7 năm 1819 ở Berlin, Đức. Đây là sao chổi đầu tiên được phân tích bằng cách sử dụng phân cực, do François Arago thực hiện.

## Khám phá
Vào ngày 1 tháng 7 năm 1819, Johann Georg Tralles ở Berlin quan sát thấy một sao chổi sáng rực thấp sát đường chân trời trong buổi hoàng hôn buổi tối. Nó được nhà thiên văn học Johann Elert Bode xác nhận vào đêm hôm sau, cũng ở Berlin.

## Quan sát
Vào ngày 2 tháng 7, Tralles đã tìm thấy sao chổi có đầu sao chổi dài 40 phút cung. Vào ngày 3 tháng 7, Friedrich Georg Wilhelm von Struve đo hạt nhân dài 8 phút cung với một cái đuôi dài vài độ. Heinrich Wilhelm Matthias Olbers báo cáo rằng hạt nhân của sao chổi có độ lớn rõ ràng là 1-2 độ và đuôi dài khoảng 7-8°. Sao chổi được Struve quan sát lần cuối vào ngày 25 tháng 10.
Cũng vào ngày 3 tháng 7, François Arago đã sử dụng một máy đo độ phân cực của sáng chế của mình để phân tích ánh sáng từ đuôi của sao chổi và phát hiện ra rằng nó bị phân cực. Sau đó, ông quan sát ngôi sao gần nhất, Capella, không hiển thị ánh sáng phân cực. Điều này cho thấy một số ánh sáng từ đuôi của sao chổi được phản chiếu từ Mặt Trời. Điều này đánh dấu sự quan sát phân cực đầu tiên của sao chổi.
Quá cảnh mặt trời
Sau khi các yếu tố quỹ đạo của sao chổi được Olbers tính toán, ông phát hiện ra rằng một hiện tượng quá cảnh sao chổi đi qua mặt trời đã xảy ra vào ngày 26 tháng 6, ngày trước khi quan sát đầu tiên của nó. Ông đã báo cáo điều này với Bode vào ngày 27 tháng 7.

## Quỹ đạo
Các yếu tố của quỹ đạo sao chổi này được tính toán bởi một số nhà thiên văn học. Quỹ đạo được phân loại là parabol và gần vuông góc với mặt phẳng quỹ đạo của Trái đất, với độ nghiêng là 80 °. Nó đã đến gần Trái đất nhất vào ngày 25 tháng 6 ở khoảng cách 0,67 AU (100,000,000 km) và đến gần Mặt Trời nhất vào ngày 28 tháng 6 ở khoảng cách 0,34 AU (51.000.000 km).
Quỹ đạo của sao chổi và việc quá cảnh mặt trời của nó sau đó được phân tích bởi nhà thiên văn học John Russell Hind.